# Olios longipedes
Olios longipedes là một loài nhện trong họ Sparassidae.
Loài này thuộc chi Olios. Olios longipedes được Carl Friedrich Roewer miêu tả năm 1951.